# Salsola kali
Salsola kali là loài thực vật có hoa thuộc họ Dền. Loài này được L. miêu tả khoa học đầu tiên năm 1753.